# Oxycera signata
Oxycera signata är en tvåvingeart som beskrevs av Enrico Adelelmo Brunetti 1920. Oxycera signata ingår i släktet Oxycera och familjen vapenflugor. Inga underarter finns listade i Catalogue of Life.